# Шейх-Мухаммед-мирза
Шейх-Мухаммед (Шаинек, Шагим, Шаим) — мурза Алтыульской орды, сын мирзы Касыма, погибшего в 1555 году, и внук ногайского бия Шейх-Мамая (ум. 1549).

## Биография
Владел собственным улусом и кочевал в степях между рр. Эмба и Сырдарья.
В 1622 году из-за систематических набегов калмыцких тайшей на алтыульские кочевья Султанай-мирза со своим улусом переселился в окрестности Астрахани, принеся присягу (шерсть) на верность царскому правительству. Но его брат мирза Шейх-Мухаммед со своим улусом оставался на родовых кочевьях на р. Эмбе и отказывался последовать примеру Султаная. Султанай-мирза безуспешно убеждал Шей-Мухаммеда перебраться к Астрахани и вступить в русское подданство.
В 1627 году после трехмесячного ареста в Астрахани Султанай-мирза со своими родственниками спешно бежал за реку Яик. Астраханские воеводы отправили в погоню за алтыулами отряд стрельцов. На р. Эмбе русские настигли алтыулов и убили в бою 60 человек, сам Султанай был ранен стрелой в спину и едва спасся бегством. Астраханские стрельцы захватили «языков» и пленников. Султанай-мирза нашел своего брата Шейх-Мухаммеда и стал кочевать вместе с ним.
Братья Шейх-Мухаммед и Султанай вступили в переговоры с уфимскими воеводами о своем возвращении в московское подданство. В ноябре 1627 года астраханские воеводы отправили в алтыульские улусы делегацию под руководством сына боярского Якова Бухарова, чтобы убедить мурз вернуться под Астрахань. На реке Эмба 700 алтыулов окружили и пленили русское посольство, убив переводчика. Сам Яков Бухаров был задержан и подвергнут пыткам, его секли плетьми и жгли огнём. Только в феврале 1628 года он был выкуплен и смог вернуться в Астрахань. Остальные члены делегации были проданы в рабство. В том же 1628 году астраханские воеводы организовали карательную экспедиция на мятежных мирз. За Эмбой алтыулы были полностью разбиты и рассеяны по степи.
Опасаясь новых карательных действий со стороны русских воевод, Шейх-Мухаммед, Султанай и другие алтыульские мурзы стали думать, что им делать дальше. Султанай-мирза предложил перекочевать под защиту казахских и хивинских ханов. Шейх-Мухаммед и его брат Кулай предложили переселиться во владения бухарского хана. После споров между Султанаем и Шейх-Мухаммедом произошла ссора, они стали кочевать в отдельности друг от друга.
В 1628 году на стойбища мирзы Султаная напали калмыцкие тайши. Султанай вынужден подчиниться калмыками, стал кочевать вместе с ними и принял участие в их набегах на улусы Больших ногаев. Его брат Шейх-Мухаммед со своим улусниками отказался подчиняться калмыкам и переселился на юг, «в Шаминские пески», под защиту хивинского хана.
Среднеазиатский хронист XIX века Мунис сообщал, что Шейх-Мухаммед был воспитан при дворе хивинского хана Араб Мухаммада (1603—1621). Во время междоусобной борьбы за власть хана Араб-Мухаммеда со своими сыновьями Хабашем и Ильбарсом алтыульский мирза Шейх-Мухаммед оказал поддержку первому. Хабаш-султан, потерпев поражение от отца, бежал к алтыульским мурзам, надеясь найти у них прибежище. Шейх-Мухаммед приказал схватить его и выдать Исфандияру, сохранившему верность своему отцу. В конце 1620-х годов мирза Шейх-Мухаммед вступил в переговоры с новым хивинским ханом Исфандияром (1623—1643). Исфандияр-хан призывал его переселиться в свои владения, обещал ему во владение «ис пяти городов любои город» и удерживал подчиненных ему туркменов от набегов на алтыулов.